# Розсвіт (Аксайський район)
Розсвіт (рос. Рассвет) — селище, адміністративний центр Розсвітовського сільського поселення Аксайського району Ростовської області.
Населення - 4958 осіб (2010 рік).

## Географія
Розташований в 13 км на північ від міста Аксай. Положене при верхів'ях Великої Камишевахи - притоки Темерника.

### Вулиці
Головна вулиця селища — Комсомольська, на якій розташовується адміністрація селища. На вулиці є пам'ятник невідомому солдату (в пам'ять загиблих при німецькому наступі на селище).
| - вул. Східна, - вул. Донська, - вул. Західна, - вул. Інститутська, - вул. Комарова, - вул. Комсомольська, - вул. Лугова, - вул. Магістральна, - вул. Травнева, - вул. Малинова, | - вул. Молодіжна, - вул. Різдвяна, - вул. Ростовська, - вул. Садова, - вул. Світла, - вул. Північна, - вул. Стрітенська, - вул. Квіткова, - вул. Експериментальна, - вул. Південна, | - пров. Азовський, - пров. Виноградний, - пров. Молодіжний, - пров. Садовий 1-й, - пров. Садовий 2-й, - пров. Садовий 3-й, - пров. Садовий 4-й, - пров. Експериментальний, - проїзд Молодіжний. |

## Історія
Селище Розсвіт було засновано у 1932 році, як підсобне господарство Новочеркаської школи голів колгоспу, а з утворенням Донського зонального науково–дослідного інституту сільського господарства та його переходом в селище Розсвіт, став адміністративним центром поселення й науковим центром аграрної науки на півдні Росії.
Першою і головною вулицею селища є вулиця Комсомольська, на якій на момент заснування селища було розташовано лише два бараки. У 2012 році закінчено будівництво спального корпусу в Кадетському корпусі селища Розсвіт, закінчено обладнання нової поліклініки, відкрито нову філію Ощадбанку, розширено приміщення «Пошти Росії», відкрита нова аптека. Відкрито цех по виготовленню меблів, цех з виробництва тротуарної плитки та бордюрного каменю, а також цех по випуску облицювального каменю. Побудована дзвіниця на території Храму Кирила і Мефодія.

## Транспорт
Повз селища проходить дорога М4 «Дон».
В селище ходять маршрутні таксі за маршрутами:
- Розсвіт — Ростов-на-Дону (№ 127),
- Розсвіт  — Аксай (№ 155),
- Розсвіт  — Мускатний (№ 133),

## Інфраструктура
В селищі декілька навчальних закладів: Розсвітівська сільська школа, Козацький Кадетський корпус (відвіданий у 2007 році Президентом РФ В. В. Путіним і Д. А. Медведєвим), два дитячих садка: «Росінка», «Солнишко».
В селищі розташовано Донський Зональний Науково-дослідний Інститут Сільського Господарства (ДЗНДІСГ).
Зведено православний храм. Була обладнана нова амбулаторія.

## Сімейний будинок Сорокіних
Одному з перших в області сімейному дитячому будинку Сорокіних вже 14 років. За цей час Тетяна Василівна з Михайлом Васильовичем виховали більш 50 прийомних дітей, зіграли 17 весіль (в тому числі і власну срібну). У них тепер 17 онуків.

## Археологія
В околицях селища Розсвіт розташовані пам'ятки археології.
- Курганний могильник «Розсвіт-1» розташований на відстані 0,5 кілометрів на схід від селища Розсвіт.[3].
- Курганний могильник «Розсвіт-2» - археологічний пам'ятник, розташований на 1 кілометр на схід від селища Розсвіт[4].
- Курганний могильник «Розсвіт-3» - пам'ятка археології, розташований на відстані 0,8 кілометрів на схід від селища Розсвіт[5].
- Курганний могильник «Розсвіт-4» - пам'ятка археології, розташований на північний схід від селища Розсвітна відстані 0,5 кілометрів[6].
- Курганний могильник «Розсвіт-5» - пам'ятка археології. Його територія розташована на відстані 2 кілометрів на південний захід від селища Розсвіт[7].
- Курганний могильник «Камишеваха-1» - пам'ятка археології, на території якого розташована на схилі балки Комишуваха. Розташований на відстані 4,1 кілометрів від селища Розсвіт[8].
- Курганний могильник «Велика Камишеваха-1» - пам'ятка археології, що територіально розташований на схилі до балки Велика Комишуваха. Розташований на відстані 1,5 км на схід від селища Розсвіт[9].
- Поселення «Камишеваха -2». Має статус пам'ятки археології, розташоване на правому березі балки Комишуваха, за 5 кілометрів на схід від селища Розсвіт[10].